# Graphidessa obliquefasciata
Graphidessa obliquefasciata là một loài bọ cánh cứng trong họ Cerambycidae.